# Тура (Русија)
Тура је село у Русији и административни центар Евенкијског рејона у североисточном делу Краснојарске Покрајине.
- Становништво: 5.535 (попис 2010. године); 5.836 (попис 2002. године); 7.474 (попис 1989. године).

У селу постоји аеродром.